# 오기마치 나오코
오기마치 나오코(일본어: 正親町 雅子 おおぎまち なおこ[*], 교와 3년 11월 1일 (1803년 12월 14일) - 안세이 3년 7월 6일 (1856년 8월 6일))는 에도 시대 후기의 뇨인 (최후의 뇨인)이다. 아버지는 오기마치 사네미츠, 어머니는 요츠츠치 키미아키라의 딸 치에코이다. 아들은 고메이 천황 외에 2남 1녀를 얻었다. 오기마치가는 칸인류 토인가의 지류에 해당하는 명문가로, 가격은 우림가이다.

## 생애
1820년 (분세이 3년), 닌코 천황의 후궁에 들어가, 곤나이시노스케가 되고, 이듬해인 1821년 (분세이 4년) 텐지가 된다. 1842년 (덴포 13년), 정5위하에 오르고, 이듬해인 1843년 (덴포 14년)에는 토다이나곤노츠보네(藤大納言局)라 칭했다. 1847년 (고카 4년)에 미야즈카에(宮仕え)에서 물러나고, 종3위를 부여받고, 친정인 오기마치가에 돌아온다. 1849년 (가에이 2년), 출가를 하자, 조정에서는 여원호와 저택지를 주는 것이 논의되었다. 막부는 닌코 천황의 정비인, 타카츠카사 요시코가 이미 사망한 여원이 부재한 상황이었다는 점과, 이미 궁궐에서 물러나 영향력이 없는 점 때문에 생존 중인 여원호 증여에 동의, 1850년 (가에이 3년) 준삼후가 되어 원호선하를 받아 신타이켄몬인 (新待賢門院, 같은 원호로써 고무라카미 천황의 생모 아노 렌시가 있지만, 메이지 이전의 궁정에서는 남조의 정통성을 이정받지 못했기 때문에 문제시 되지 않았다.). 교토부 교토시 히가시야마구 이마쿠마노이즈미야마초의 센류지 내에 있는 쓰키노와 능에 묘가 있다.